# Estetica japoneză
În Japonia, estetica a fost recunoscută ca domeniu de studiu în sine doar odată cu introducerea altor științe din Occident, anume abia în perioada Meiji (1868-1912), dar o estetică japoneză a existat și înainte vreme, sub forma unor scrieri despre natura artei în domenii precum poezia, arta dramatică, pictura, caligrafia, muzica, ceremonia ceaiului, aranjarea florilor, grădinăritul peisagist etc. Autorii erau de obicei artiști preocupați de transmiterea cunoștințelor artei lor generației următoare. De aceea, descrierile erau pedagogice, intuitive și tehnice, deseori neavând un cadru de referință filosofic sau o analiză logică a problemelor. „Estetica” japoneză era văzută ca o parte integrală a vieții de zi cu zi. Ea cuprinde o serie de idealuri: unele sunt tradiționale, iar altele sunt moderne și influențate de alte culturi.
Estetica japoneză, spre deosebire de cea occidentală, este mai preocupată de proces decât de rezultat, de construirea eului decât de exprimarea eului.
Conceptul occidental al „frumosului” subliniază ideea că ceva este admirat pentru ceea ce este, nu pentru la ce este folositor, ceea ce Immanuel Kant numește „finalitate fără scop” Ideile estetice  japoneze sunt mai apropriate de cele ale ideile estetice occidentale pre-iluministe, ca exemplu putând fi amintit conceptul lui Geoffrey Chaucer Beautee appertenant to Grace („Frumosul ca accesoriu al grației), sau definiția „calității” a lui Jean de La Bruyère: Entre le bon sens et le bon gout il y a la difference de la cause a son effet („Diferența între bunul simț și bunul gust este diferența dintre cauză și efect”)
Conform lui Donald Keene, „efemeritatea” este caracteristica cea mai distinctivă a esteticii japoneze., ceea ce este în concordanță cu termenul budist mujō, care poate fi tradus prin „impermanență”. Unul dintre puținii occidentali care a considerat conceptul de „impermanență” în context estetic ca fiind important a fost Vladimir Nabokov, care în prelegerea sa despre povestirea lui Franz Kafka Metamorfoza spune: Where there is beauty there is pity for the simple reason that beauty must die: beauty always dies... („Acolo unde este frumos este și milă, pentru simplul motiv că frumosul trebuie să moară: frumosul totdeauna moare...”)
Termenul japonez pentru „estetică” (美学, bigaku) a fost folosit pentru prima dată (și probabil inventat) de către filosoful Chōmin Nakae (1847-1901) cam prin 1883. În 1886, Universitatea Tokio a ținut primele prelegeri despre estetică, cursul fiind ținut de către un occidental. Prin urmare, primii esteticieni japonezi au fost cu toții studenți ai curentelor estetice occidentale, nedând nicio importanță tradițiilor locale. Această tendință a început să se schimbe odată cu apariția lui Shūzō Kuki (1888-1941) și a lui Yoshinori Ōnishi (1888-1959), care au inclus în studiile lor filosofice idei din gândirea japoneză premodernă.

## Idei premoderne

### Fūryū(風流,Fūryū?)
Termenul (care se trage din termenul chinezesc fengliu, 風流, și care înseamnă literal „conduită și maniere bune” ) se referă la gustul rafinat al unei persoane culte, sofisticate și la lucrări de artă. Idea a fost adoptată în Japonia prin secolul al VIII-lea, și a fost folosită într-un sens mai mult estetic, referindu-se la început la o persoană civilizată cu maniere rafinate, iar mai apoi la tot ce era elegant, de bun gust sau artistic. Câteodată termenul fūga (風雅) este folosit în același sens ca și fūryū, dar în general, fūryū este un termen mai inclusiv decât  fūga, care se referă în primul rând la poezie.
În secolul al XII-lea, fūryū a început o dezvoltare în două direcții diferite: pe de o parte, era folosit pentru frumusețea brută, bătătoare la ochi a artei populare, iar pe de altă parte la frumusețea grădinilor peisagistice, a aranjamentului florilor, a arhitecturii și a poeziei chinezești despre natură. Această direcție urma să dea naștere la ceremonia ceaiului în perioada Muromachi (1333-1568).

### Wabi(詫,Wabi?)
Etimologic, cuvântul se trage din verbul wabu („a duce dorul”) și adjectivul wabishii („singuratic”, „neconsolat”), care denota inițial durerea unei persoane care a dat de vremuri grele. Literații perioadelor Kamakura (1185-1333) și Muromachi au dezvoltat conceptul, dându-i un sens mai pozitiv, făcând sărăcia și singurătatea sinonime cu eliberarea de griji materiale și emoționale, și interpretând lipsa de frumusețe aparentă ca o frumusețe de o calitate superioară. Aceste conotații noi au fost cultivate în special de maeștrii ceremoniei ceaiului, de exemplu Sen no Rikyu, care a încercat să eleveze arta lor asociind-o cu spiritul zen, subliniind importanța căutării bogăției în sărăcie și a frumuseții în simplicitate.
Este un principiu moral care recomandă savurarea unei vieți liniștite fără griji pământești. Originând din tradiția sihastră medievală, el subliniază un tip de frumusețe simplă, austeră și o stare de spirit calmă, senină, transcendentală. Este un concept central al ceremoniei ceaiului, și poate fi găsit și în poezia tradițională, haiku, waka, renga. Implicațiile se suprapun în oarecare măsură cu sabi și fūryū.

### Sabi(寂,Sabi?)
Este un ideal poetic creat de Bashō și discipolii lui în haiku, cu toate că ideea existase în germene cu mult înaintea lor.
Sabi te duce cu gândul la o estetică medievală care combină elemente de bătrânețe, singurătate, resemnare, liniște sufletească, dar elemente calitative plebee ale erei Edo (1600-1868) pot fi și ele găsite. Uneori termenii sabi și wabi sunt folosiți sinonim, sau în conjuncție unul cu altul, în estetica ceremoniei ceaiului.
Fujiwara no Toshinari (1114-1204), primul poet de seamă care a folosit un cuvânt legat de sabi (anume verbul sabu) în critica literară, a subliniat conotațiile lui cu singurătatea, dezolarea, descriind de exemplu o imagine a unor trestii de pe malul mării veștejite de ger. Scriitori medievali ca Zeami (1363-1443), Zenchiku (1405-1468) sau Shinkei (1406- 1475) implicațiile conceptului sabi se concentrau atât de tare pe dezolare încât frumusețea care apărea era aproape una rece. Aceast concept estetic era subliniat și de ideea cosmică tipică budiștilor medievali care recunoștea singurătatea existențială a tuturor oamenilor și la care se resemnau sau chiar căutau frumusețe în ea.

### Iki(粋,Iki?)șisui(粋,sui?)
Scrise actualmente cu același kanji, ele sunt idei estetice și morale ale orășenilor de rând din era Edo. Conceptul sui a fost cultivat at mai ales în Ōsaka și împrejurimi în secolul al XVII-lea, iar iki în Edo (Tokio-ul de astăzi) în prima parte a secolului al XIX-lea. Din punct de vedere estetic, ambele concepte descriu tipul de frumusețe modernă, civilizată, sofisticată, burgheză, cu nuanțe sensuale. Din punct de vedere moral, ele se refereau la viața de bun gust a unei persoane bogate care nu se simțea atașată totuși de bani, căreia îi plăceau plăcerile sensuale dar care nu a fost niciodată sclavul plăcerilor carnale, care cunoștea toate complicațiile lumii pământene dar căruia îi reușise să se desprindă de ele.
Prin insistența față de înțelegere pe care o au față de sentimentele umane, iki și sui sunt într-un fel similare cu idealul mono no aware al curtenilor din era Heian (794-1185), dar diferența este că iki și sui includ aspectele plebee ale vieții.
În japoneza modernă, sui este scris cu kanji-ul 粋 care vine de la 純粋 (junsui, „pur”), dar în trecut și alte semne kanji (toate citite sui) au fost folosite pentru acest concept: 酸 („acru”), 推 („a implica”), 水 („apă”), 帥 („conducător”). Toate aceste înțelesuri ale cuvintelor erau incluse în conceptul sui: o persoană care a gustat gustul acru al vieții, care poate empatiza cu suferințele altor oameni, care se poate adapta la diferite situații umane cu aceeași lipsă de formă pe care o are apa și care poate deveni un lider în bun-gust și modă al contemporanilor săi.
Iki denota la început „spirit” (意気, iki) sau „voință” (気, ki). Mai târziu a însemnat „chipeș”, „viteaz” (威勢のよい, isei no yoi) sau „voios” (元気のいい, genki no ii). Pe măsură ce început să exprime idealurile oamenilor de rând din Edo, conotațiile sale au fost afectate de conceptul sui din Osaka, apropiindu-se de acesta. Uneori era chiar folosit ca echivalent al conceptului sui. Dar de obicei avea un înțeles puțin diferit de acesta. Conceptul estetic la lui iki definea o frumusețe mai puțin vioaie decât sui. Totodată, iki pare că avea o conotație ceva mai sensuală decât sui. Era deseori folosit pentru descrierea unei femei, în special a unei artiste profesioniste, care știa exact de cât erotism putea să dea dovadă fără să încalce normele de bun gust.

### Mono no aware
Deseori prescurtat în aware, este un ideal estetic cultivat în era Heian. La centrul său stă o apreciere adâncă, empatică a frumuseții efemere manifestată în natură și în viața oamenilor, ea fiind astfel colorat cu un ton de tristețe. În diferite situații poate fi acompaniat de admirație, venerație sau chiar bucurie.
În critica literară, termenul a fost refolosit de către Motoori Norinaga (1730-1801), care a spus că mono no aware este un sentiment pur și exaltat, care stă aproape de esența ființei umane sau a naturii. Teoretic, mono no aware poate fi văzut ca fiind la fel de atotcuprinzător ca și întreaga varietate de sentimente umane și poate fi înțeles ca o valoare umană, dar în felul în care este folosit în mod obișnuit are tendința de a se concentra pe frumusețea impermanenței și pe inima sensibilă care poate aprecia această frumusețe.

### Mujō(無常,Mujō?)
Este originar un termen budist, care exprimă doctrina că tot ceea ce se naște trebuie să moară, și că nimic nu rămâne neschimbat. Fraza shogyō mujō („toate tărâmurile existenței sunt efemere”) este prima din cele „Trei legi ale Budismului”. În mod tradițional, japonezii sunt conștienți de impermanența lucrurilor, iar conceptul mujō este o temă majoră în literatura lor.

### Yūgen(幽玄,Yūgen?)
Yūgen este un concept important din estetica tradițională japoneză. Traducerea exactă a termenului depinde de context. În textele filosofice chinezești din care a fost preluat însemna "îtunecat", "adânc" or "misterious". În critica literară a poeziilor waka era folosit pentru a descrie profunzimea subtilă a lucrurilor care este doar vag sugerată de poezie și era totodată numele unui stil de poezie (unul din cele 10 stiluri ortodoxe explicate de Fujiwara no Teika în scrierile sale).
Yūgen sugerează ceea ce este dincolo de ceea ce poate fi exprimat prin cuvinte, dar nu este o aluzie la o altă lume. Este despre lumea noastră umană, despre experiența noastră. Toate acestea sunt portale către yūgen:
"A privi soarele care apune în spatele unui deal acoperit de flori.
A pribegi prin pădure fără intenția de a te întoarce.
A sta pe mal și a te uita după un vas care dispare după niște insule îndepărtate.
A urmări cu privirea un stol de gâști sălbatice care apar și dispar după nori.
Și umbre fine de bambus pe bambus." Zeami Motokiyo
Zeami a fost cel care a inițiat arta dramatică nō și care a scris cartea clasică „Kadensho” despre teoria dramatică. El folosește imagini din natură ca metaforă constantă. De exemplu, „zăpadă într-un vas de argint” reprezintĂ „floarea tranchilității”. Unii interpretează yūgen ca fiind “un sens profund, misterious a frumuseții universului... și frumusețea tristă a suferinței umane. It is used to refer to Zeami’s interpretation of “refined elegance” in the performance of Noh.

### Geidō(芸道,Geidō?)
Conceptul geidō este folosit în legătură cu artele tradiționale: teatrul nō, kadō (ikebana), shodō (caligrafia japoneză), sadō (ceremonia ceaiului) și yakimono (ceramica japoneză). Toate aceste arte au o conotație etică și estetică apreciind preoesul de creațien. Pentru a introduce disciplină în antrenament, samuraii urmau exemplul artelor, care sistematiza practica prin forme prescrise, numite kata- un exemplu fiind ceremonia ceaiului. Antrenamentul în tehnicile luptei includeau cunoașterea teoriei artelor, practica în artele respective, și instituirea conceptelor estetice (de exemplu yūgen) și a filosofiei artelor (geidō ron). Aceasta a dus la ceea ce sunt astăzi artele marțiale. Toate aceste arte sunt o formă tacită de comunicare.

### Okashi(おかし sau をかし,Okashi?)
Conceptul okashi este des folosit în special în legătură cu literatura perioadei Heian. Termenul are o conotație veselă, original însemnând ceva ce te face să zâmbești. Nu era folosit pentru descrierea lucrurilor serioase sau triste, astfel fiind, într-un fel, opusul conceptului aware. Aware este cel mai bine descris de către Murasaki Shikibu, iar okashi de către Sei Shonagon.

### Miyabi(雅,Miyabi?)
Un concept tot din perioada Heian, miyabi (literal, „curtoazie”, dar în general, „eleganță”), a fost poate cel mai inclusiv termen din estetica perioadei respective, fiind folosit în special pentru descrierea plăcerilor liniștite, pe care curtenii credeau că doar ei le puteau savura. Putea fi folosit pentru lucruri atât de diferite precum mirosul unei flori sau amestecul delicat de culori a unui veșmânt.
Influența exercitată de conceptul miyabi nu a fost întru totul una benefică, pentru că prin rafinarea emoțiilor crude, cum apar de exemplu în colecția de poezii Man'yōshū, a limitat în mod drastic sfera poeziei și artei japoneze din acea perioadă.
Miyabi a fost într-un fel o negare a virtuțiilor simple, sinceritatea neprefăcută (makoto) pe care o posedaseră poeții din „Man'yōshū”, și pe care au redescoperit-o poeții după multe secole.
Această „eleganță” le dădea curtenilor o scuză de a trăi cum trăiau, izolați de „țărani”, pe care îi disprețuiau. Dar când clasa samurailor a venit la putere, aceasta a preluat acest standard aristocratic, iar mai târziu chiar și oamenii de rând și chiar și țăranii, astăzi fiind parte din moștenirea comună a tuturor japonezilor.